# Nyctemera eddela
Nyctemera eddela là một loài bướm đêm thuộc phân họ Arctiinae, họ Erebidae.